# Kruszynek (powiat aleksandrowski)
Kruszynek – wieś w Polsce położona w województwie kujawsko-pomorskim, w powiecie aleksandrowskim, w gminie Koneck.

## Podział administracyjny
W latach 1975–1998 miejscowość należała administracyjnie do województwa włocławskiego. Wieś sołecka – zobacz jednostki pomocnicze gminy Koneck w BIP.

## Demografia
Według Narodowego Spisu Powszechnego (III 2011 r.) liczył 182 mieszkańców. Jest szóstą co do wielkości miejscowością gminy Koneck.

## Historia
W wieku XIX Kruszynek był wsią i folwarkiem, w ówczesnym powiecie nieszawskim, gminie Straszewo, parafii Ostrowąs. Odległy 7 wiorst (około 7,5 km) od Nieszawy. Dobra Kruszynek składają się z folwarków i wsi Kruszynek oraz Zamyślin, rozległość gruntu wynosi mórg 763: grunty orne i ogrody mórg 587, łąk mórg 20, pastwisk mórg 15, lasu mórg 74, nieużytki i place mórg 67, budynków murowanych 8, z drzewa 7, płodozmian 7- i 11-połowy, eksploatowano pokłady torfu. Osad włościańskich 24, z gruntem mórg 23.